# Heidi Aassveen Halvorsen
Heidi Aassveen Halvorsen (født 7. januar 1976) er en norsk håndboldmålmand. Hun har spillet 8 kampe for Norges håndboldlandshold og 3 kampe for norges juniorhåndboldlandshold (U/17) . Hun vandt en sølvmedalje under VM i 2001. Hun spillede for den danske klub SK Aarhus Handbold under EHF Women's Cup Winners' Cup 2004–05.